# ثريا (أغنية)
ثريا (بالإنجليزية: Chandelier)‏ هي أغنية إنجليزية للمغنية الأسترالية سيا فورلر ضمن ألبومها السادس 1000 شكل من الخوف الذي تم اطلاقه سنة 2014. كلمات الأغنية كتبتها سيا وجيسي شاكين، تم اطلاق الأغنية في 17 مارس 2014.
الفيديو كليب للأغنية كان من إخراج سيا ودانيال اسكيل، وتصميم الرقصة من ريان هافينتون، وأداء الراقصة الطفلة مادي زيغلر. تم استقبال الأغنية من الجمهور بشكل جيد، حيث وصل عدد مشاهدتها على موقع يوتيوب 2 مليار مشاهدة. لتصبح من أكثر الأغاني مشاهدةً على الإطلاق. ودعماً للأغنية والمُغنية سيا والراقصة زيغلر تم عرض الأغنية في العديد من البرامج التلفزيونية المشهورة مثل برنامجساترداي نايت لايف، وجيمي كيمي لايف وهوليوود بول، وعرض ألين دي جينيريس.

## روابط خارجية
- ثريا على موقع IMDb (الإنجليزية)
- ثريا على موقع كينوبويسك (الروسية)